# Syndrome de Mendelson
Pour les articles homonymes, voir Mendelson.
Pour les articles ayant des titres homophones, voir Mendelssohn et Mendelsohn.
 Mise en garde médicale
Le syndrome de Mendelson, ou syndrome d'inhalation bronchique, est une inflammation pulmonaire qui résulte de la pénétration dans les bronches et les poumons de liquide gastrique. C'est une des principales préoccupations de la libération des voies aériennes.

## Causes
Le liquide gastrique gêne l'arrivée d'air jusqu'aux alvéoles et donc la respiration (noyade). D'autre part, le liquide étant acide, il attaque les muqueuses, provoquant des lésions inflammatoires graves très difficiles à soigner, avec notamment la formation d'un œdème pulmonaire et une infection.
Ce risque est très important dans le cas d'une victime inconsciente plat-dos : si le muscle fermant l'estomac (le cardia) n'a plus de tonus, il ne retient plus le liquide gastrique ; celui-ci s'écoule jusque dans la gorge, et arrivé au pharynx (carrefour aéro-digestif), il pénètre dans les bronches. Ceci se fait de manière entièrement passive, sans bruit ni mouvement de la victime, et bien avant que l'on puisse voir le moindre liquide dans le fond de la gorge en observant par la bouche. C'est la raison pour laquelle dans le cas d'une anesthésie programmée, on demande au patient de venir à jeun ; c'est aussi la raison pour laquelle on dit de ne rien donner à boire ni à manger à un blessé.

## Traitement et prévention
L'interdiction d'apports hydriques et caloriques a longtemps été préconisée en France pour les parturientes pendant la phase de travail, contrairement à la pratique dans les pays anglo-saxons. Actuellement, les anesthésistes considèrent que ces restrictions ne sont réellement justifiées qu'en cas de prévision de recours à une anesthésie générale. L'éventualité d'une césarienne n'est pas non plus une indication dans la mesure où la parturiente est sous péridurale.
Il existe trois techniques pour prévenir le syndrome de Mendelson :
- pour un patient pris en charge par une équipe médicale (ou paramédicale formée) : l'intubation trachéale ; il existe des sondes trachéales munies de ballonnets plus ou moins étanches (forme ou/et matériaux) ;
- pour un patient pris en charge par une équipe médicale ou paramédicale formée : l'intubation œsophagienne par Combitube ;
- pour une victime prise en charge par une personne seule ou une équipe de secouristes : la mise en position latérale de sécurité.

Morphologie externe de l'estomac, vue de face.

Pour la PLS, certains recommandent de tourner le patient systématiquement sur son côté gauche : la stase liquidienne surmontée de la poche à air gastrique se fera à gauche. En position latérale de sécurité droite, l'œsophage, arrivant dans l'estomac par sa droite (le cardia) baignerait dans le liquide gastrique. Notons toutefois que le consensus de 2010 du Conseil européen de réanimation (European Resuscitation Council, ERC) ne recommande aucun côté de retournement ; il recommande même de changer de côté de retournement si l'attente des secours dure plus de 30 minutes, et que l'illustration montre une victime couchée sur son côté droit.
En cas de survenue du syndrome, l'oxygénothérapie constitue la base de traitement et des antibiotiques peuvent être utilisés en cas d'infection.
La surveillance des patients avant, pendant et après l'anesthésie est absolument nécessaire pour éviter cette pathologie.

## Origine du nom
Ce syndrome est nommé d'après le docteur Curtis Lester Mendelson (né en 1913), qui publia un article « The aspiration of stomach contents into the lungs during obstetric anesthesia ».